# Кастелно де Мандаиј
Кастелно де Мандаиј (фр. Castelnau-de-Mandailles) насеље је и општина у јужној Француској у региону Миди Пирене, у департману Аверон која припада префектури Родез.
По подацима из 2011. године у општини је живело 543 становника, а густина насељености је износила 15,14 становника/km². Општина се простире на површини од 35,87 km². Налази се на средњој надморској висини од 550 метара (максималној 949 m, а минималној 360 m).

## Демографија
| 1962. | 1968. | 1975. | 1982. | 1990. | 1999. | 2011. |
| ----- | ----- | ----- | ----- | ----- | ----- | ----- |
| 494   | 612   | 545   | 527   | 521   | 528   | 543   |

График промене броја становника у току последњих година